# Maquira coriacea
Maquira coriacea är en mullbärsväxtart som först beskrevs av Karsten, och fick sitt nu gällande namn av C. C. Berg. Maquira coriacea ingår i släktet Maquira och familjen mullbärsväxter. Inga underarter finns listade i Catalogue of Life.